# Seckau (gmina)
Seckau – gmina targowa w Austrii, w kraju związkowym Styria, w powiecie Murtal. Według danych Austriackiego Urzędu Statystycznego liczyła 1302 mieszkańców (1 stycznia 2015).